# Англо-ирландский договор
Англо-ирландский договор (официальное название — Статьи соглашения по договору между Великобританией и Ирландией, англ. Articles of Agreement for a Treaty Between Great Britain and Ireland) — договор между правительством Великобритании и представителями самопровозглашённой Ирландской республики, завершивший Ирландскую войну за независимость. Договор создал автономный доминион, Ирландское Свободное государство, в составе Британской империи, при условии, что Северная Ирландия, созданная Четвёртым актом о Гомруле 1920 года, может при желании выйти из его состава.
Договор был подписан в Лондоне 6 декабря 1921 года представителями правительства Великобритании во главе с Дэвидом Ллойд Джорджем и посланниками Ирландской республики под руководством министра иностранных дел Артура Гриффита. По условиям договора, после этого он должен был быть ратифицирован парламентом Великобритании и палатой общин Южной Ирландии, вместе с которым проголосовал парламент Ирландской республики Дойл Эрэн. Хотя договор получил поддержку во всех трёх парламентах, Шинн Фейн в ходе голосования раскололась, что привело к гражданской войне, завершившейся победой сторонников договора. 6 декабря 1922 года было провозглашено создание Ирландского Свободного государства.

## Содержание
Основные положения договора:
- Британская армия будет выведена с большей территории Ирландии.
- Ирландия становится самоуправляемым доминионом Британской империи; такой же статус у Канады, Ньюфаундленда, Австралии, Новой Зеландии и Южно-Африканского Союза.
- Как и в других доминионах, британский монарх становится главой Ирландского Свободного государства, его представляет генерал-губернатор.
- Члены парламента новой страны должны принести присягу Ирландскому Свободному государству. Также члены парламента должны поклясться в верности Георгу V и его наследникам.

- Северная Ирландия, созданная Четвёртым актом о Гомруле, будет иметь возможность выйти из состава Свободного государства в течение месяца с момента вступления договора в силу.
- Если Северная Ирландия решит выйти, Комиссия по установлению границ[англ.] разметит границу между ними.
- Британия, для своей безопасности, продолжит контролировать ограниченное количество ирландских портов для Королевских ВМС (англ. Treaty Ports).
- Ирландское Свободное государство возьмёт на себя часть государственной задолженности Империи.
- Договор будет иметь высший приоритет в ирландском законодательстве, например, в ранее принятой (в 1922-м) конституции Ирландского Свободного государства[англ.].

## Участники переговоров
Британская сторона:

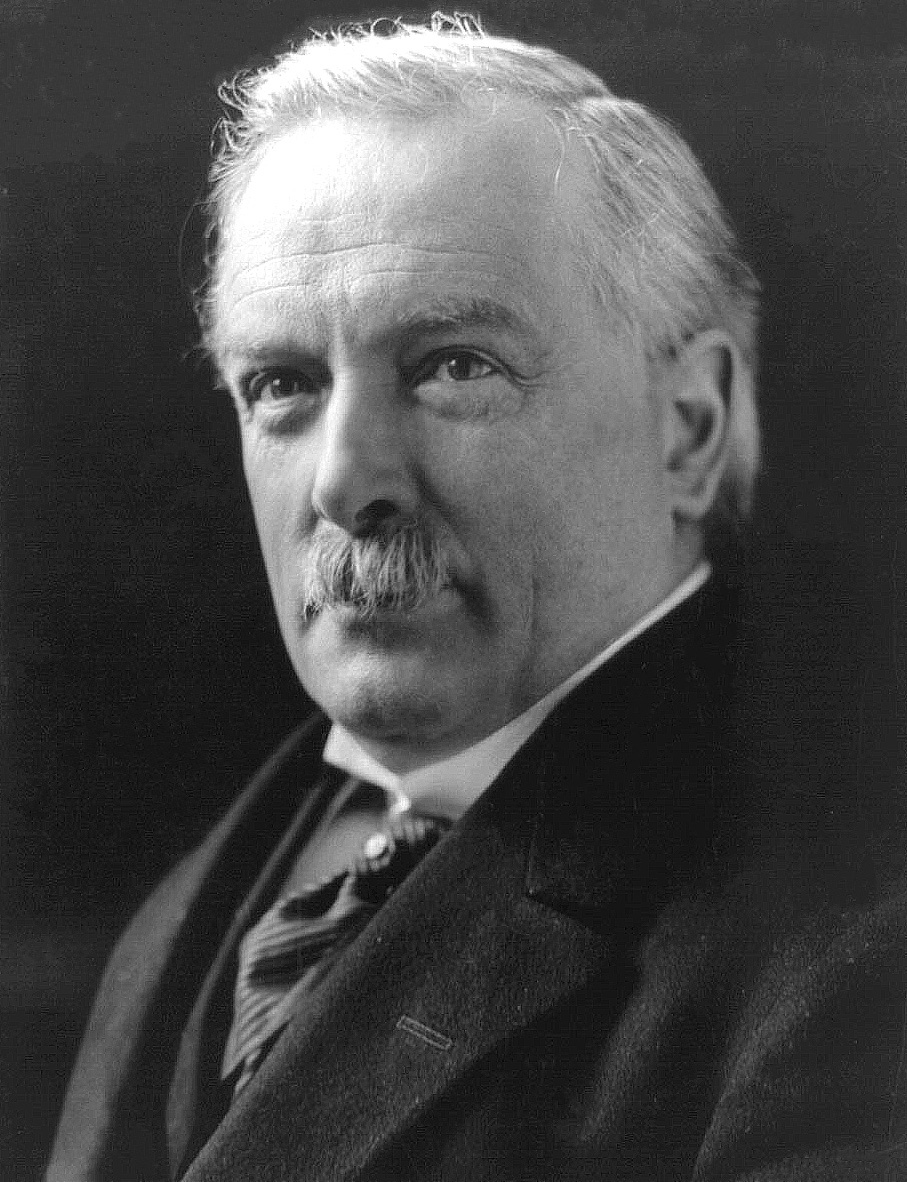
Дэвид Ллойд Джордж, глава британской стороны.

- Дэвид Ллойд Джордж, премьер-министр;
- Лорд Биркинхэд (англ), лорд-канцлер;
- Уинстон Черчилль, министр колоний;
- Лэминг Уортингтон-Эванс (англ), военный министр;
- Остин Чемберлен, лорд-хранитель Малой печати;
- Гордон Хьюарт (англ), генеральный атторней Англии и Уэльса.

Ирландская сторона:
- Артур Гриффит, министр иностранных дел;
- Майкл Коллинз, министр финансов;
- Роберт Бартон (англ), министр экономики (англ);
- Имон Дугэн (англ);
- Джордж Гэвэн Даффи (англ), дипломат.

## Статус ирландских представителей

Аккредитационное письмо ирландских полномочных представителей за подписью де Валера.

Имон де Валера отправил ирландских дипломатов в 1921 году в Лондон с рядом проектов договора и тайных инструкций, подготовленных его кабинетом. Перемирие было заключено в августе, но де Валера не спешил посылать переговорщиков из-за их неясного правового статуса. Ирландцы настаивали на полномочном положении своих представителей, но британцы отказывались признавать их дипломатами суверенного государства, называя депутатами. 26 августа де Валера был избран президентом Ирландской республики, главным образом для наделения дипломатов всеми полномочиями независимых государств. 3 месяца ушли на препирательства сторон, пока 11 октября Ллойд Джордж не согласился в общем признать посланников таковыми. Однако, он постарался выставить это в нужном для Британии на переговорах свете, как одну из уступок будущему государству. Также промедление начала переговоров должно было дать войскам передышку в случае продолжения войны после неудачного исхода конференции.
В будущем статус представителей оспаривали уже ирландские противники договора. Они настаивали на том, что подписание соглашения находилось вне компетенции посланников. Участники конференции заявили о том, что их полномочий было достаточно, чтобы не сверяться с Дублином по каждому пункту. Возможно, присутствие противника договора де Валера на переговорах изменило бы их итог, хотя делегаты обговаривали с ним основные пункты за несколько дней до того, как поставили подписи.

## Переговоры

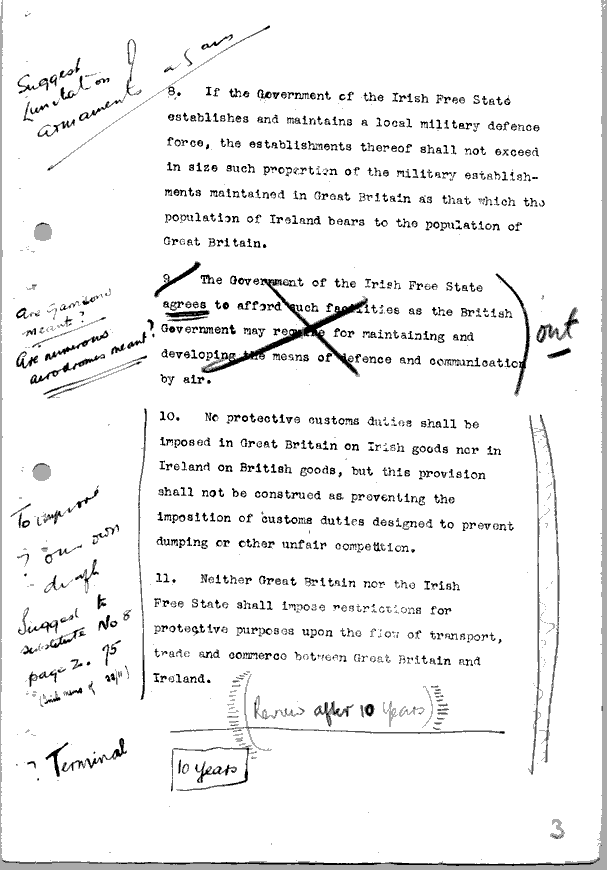
Страница проекта договора с комментариями Гриффита.

Спустя несколько дней после подписания перемирия 11 июля 1921 года, Де Валера и Ллойд Джордж четырежды за неделю встречались в Лондоне, и последний предложенный британским премьером проект был очень похож на подписанный в итоге договор. В октябре ирландская делегация прибыла в Лондон и поселилась в Найтсбридже (англ).
Первые две недели прошли в формальных заседаниях. Гриффит и Коллинз настояли на неофициальных переговорах, где с каждой стороны участвовало по 2 человека. У ирландцев это были Гриффит и Коллинз, у британцев постоянным участником был Чемберлен, а второй менялся. В конце ноября ирландская делегация отправилась в Дублин для консультации с кабинетом, откуда вернулась 3 декабря. К тому моменту некоторые пункты предстояло решить, например, о клятве королю, однако уже тогда невозможность появления независимой Ирландии из 32-х графств была понятна обеим сторонам.
После возвращения ирландских делегатов были решены вопросы о формулировке присяги, военном представительстве, международной торговле и комиссии по границам Северной Ирландии. По словам ирландцев, последние дни переговоров проходили под нажимом британцев и поэтому привели к не очень приемлемым для республики итогам. Ллойд Джордж угрожал Коллинзу немедленно возобновить боевые действия, если хотя бы один ирландский делегат не подпишет договор. Коллинз был хорошо осведомлён о мизерном количестве оружия и боеприпасов в ИРА, и они вместе с Гриффитом призвали младших членов делегации согласиться с договором, который был подписан в 2:20 ночи 6 декабря.

## Ратификация
Согласно условиям договора, три разных парламента должны были проголосовать для его утверждения.
- Палата общин Великобритании утвердила его 16 декабря: 401 голос против 58. В тот же день за договор проголосовали в Палате лордов — 166 против 47.
- Дойл Эрэн после жарких дебатов 7 января 1922-го утвердил договор 64-ю голосами против 57-и (англ).
- Палата общин Южной Ирландии была учреждена Четвёртым актом о Гомруле, а потому никогда не собиралась. Так как противники договора, соответственно, не признавали и акт, в январе палата собралась только из депутатов Дойла — сторонников договора, и итог был ясен.

### Дебаты в Дойле

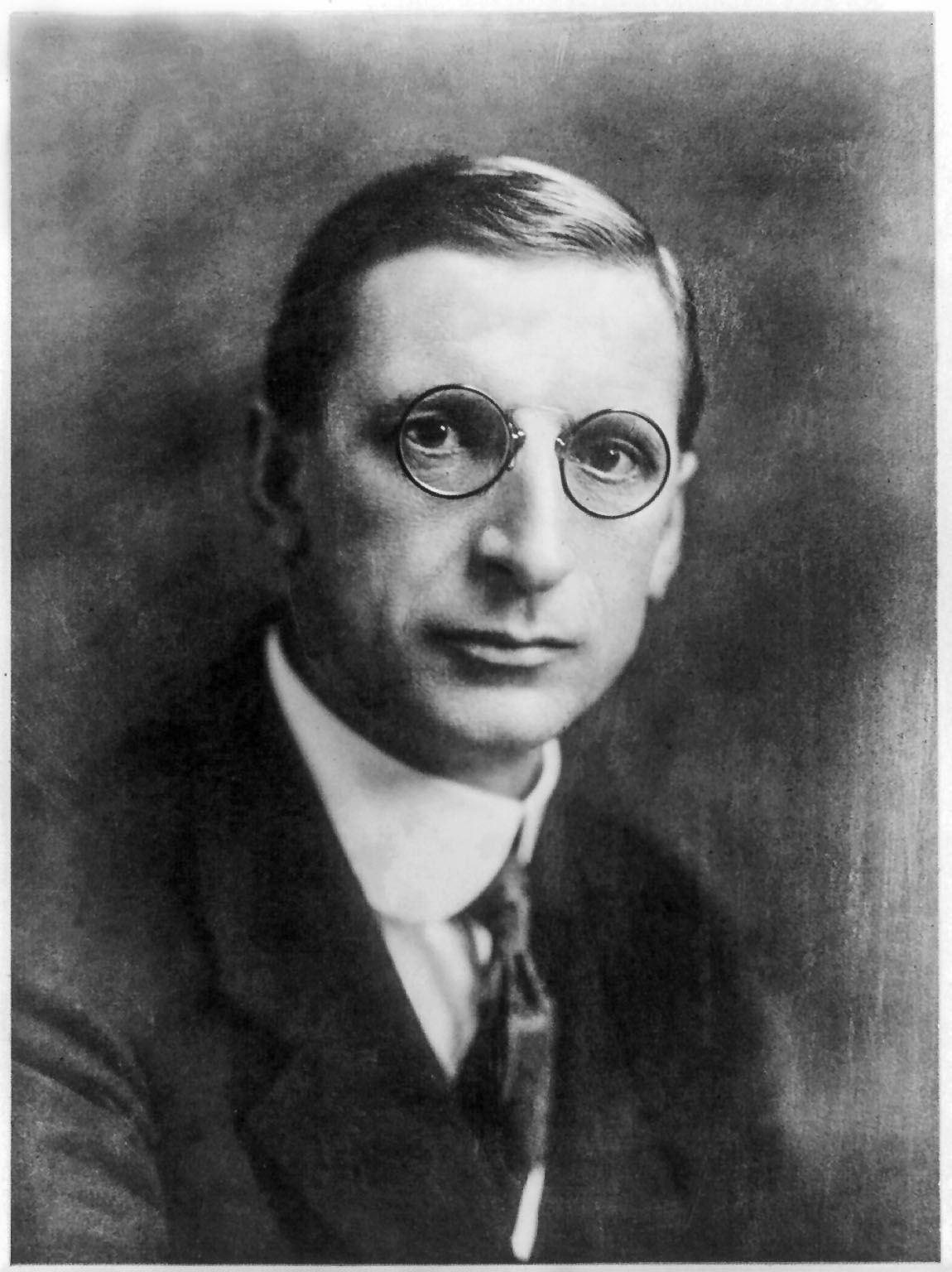
Имон де Валера, лидер противников договора.

Де Валера, недовольный договором, созвал 8 декабря заседание министров. Кабинет четырьмя голосами против трёх принял решение рекомендовать договор на обсуждение парламенту 14 декабря.
Дебаты в Дойл Эрэне длились гораздо дольше, чем в Великобритании. Открывая дебаты, де Валера заявил: «Было бы смешно думать, что мы отправили бы пятерых человек заключить договор без права ратификации нашим парламентом. Поэтому этот договор является просто соглашением, которое не обязательно до утверждения его Дойлом. Вот чем мы должны заняться». Однако, и после утверждения договора 7 января, де Валера отказался согласиться с итогом голосования. Закрытые заседания проходили 14—17 декабря и до полудня 6 января, держа в неведении прессу и общество. В течение первого из них де Валера предложил новую формулировку договора, которая несильно отличалась от старой, но, очевидно, не была бы принята британцами.
15 декабря Кевин О’Хиггинс (англ) спросил Роберта Бартона о его разговоре с Ллойд Джорджем, и Бартон процитировал Ллойд Джорджа: «Я вижу, что вы представитель левого крыла делегации. Как может человек, всегда выступающий за мир, сегодня оказаться в ответе за развязывание ужасной и незамедлительной войны? Если хотя бы один ирландский делегат не подпишет договор, война начнётся незамедлительно, и ответственность за её ляжет непосредственно на людей, отказывавшихся поставить свою подпись». Эта речь была воспринята противниками договора как доказательство принуждения депутатов на последних минутах переговоров, «ужасная и незамедлительная война» стала расхожей фразой в последующих дебатах.
19 декабря Гриффит объявил, что парламент одобряет договор. 9 дней между 19 декабря и 7 января проходили открытые заседания по инициативе сторонников договора. Главным вопросом оказался конституционный статус государства. Звучали патетические речи о семивековой оккупации. Положение доминиона для половины Дойла показалось оскорбительным. Одни депутаты набросились на оппонентов со старыми обидами: Кахал Бру напомнил, что стоит выше Коллинза в иерархии ИРА. Другие заявили о согласии только на создание единого Ирландского государства. Большинство женщин-депутатов оказались сторонницами войны до победного объединения. Однако ещё в июне было ясно, что этому не бывать: де Валера вёл переговоры о перемирии вместе с Джеймсом Крейгом (англ), будущим североирландским премьером. 6 января де Валера заявил: «После подписания договора члены правительства разделились так сильно, как только было возможно. Безвозвратно, не переходя на личности или какие-то вопросы, разделение стало абсолютно непреодолимо».
7 января парламент утвердил договор 64-ю голосами против 57-ми. 9-го де Валера подал в отставку с поста президента, на который с ещё меньшим разрывом был избран Гриффит — 60 против 58-ми. 10-го де Валера опубликовал свой вариант договора, известный как «Документ № 2». Гриффит, как президент Дойла, работал вместе с Коллинзом, главой Временного правительства Южной Ирландии, теоретически (по договору) подконтрольным Палате общин Южной Ирландии. В декабре 1922-го Дойл принял Ирландскую конституцию, работая в качестве Учредительного собрания. 14 января 1922 года Палата общин Южной Ирландии также подтвердила заключение договора.

## Последствия

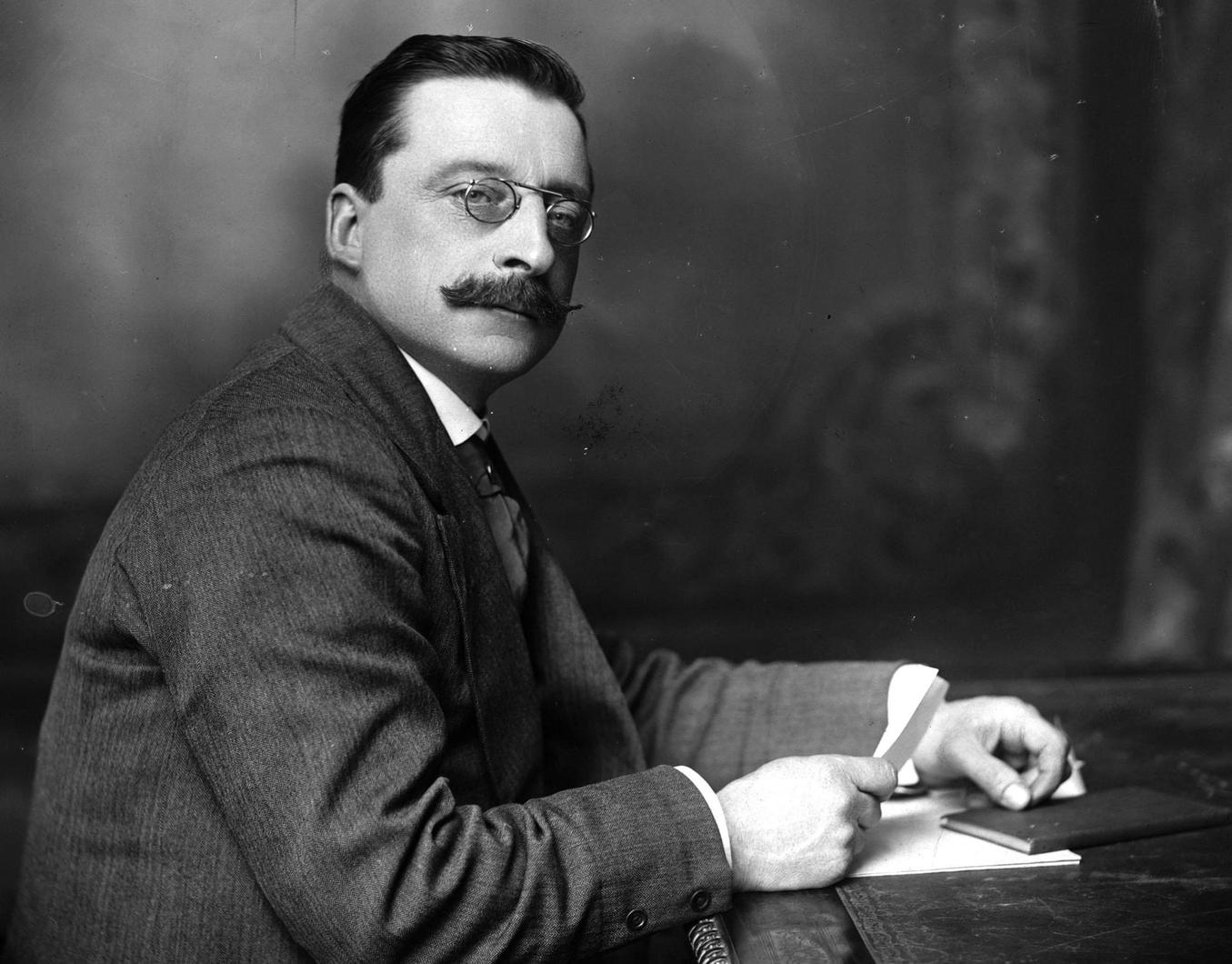
Артур Гриффит.

Раскол в Дойле и ИРА привёл, в итоге, к гражданской войне 1922—1923 годов. В 1922 году погибли руководители ирландской делегации на переговорах и главные сторонники договора, Гриффит и Коллинз: Гриффит умер после кровоизлияния в мозг, вызванного переутомлением, а Коллинз через несколько дней погиб в перестрелке. Оба ставших вакантными поста занял Уильям Косгрейв.
Статьи договора, связанные с монархом, генерал-губернатором и законодательным приоритетом, были удалены из ирландской конституции в 1932-м, после принятия Вестминстерского статута. Таким образом, правительство Ирландского Свободного государства могло изменять законы, принятые ранее парламентом Великобритании. Так сбылись слова Коллинза о том, что договор даст «свободу для достижения свободы». Де Валера впоследствии заявил, что непризнание договора было ошибкой. Одиннадцатый премьер-министр Ирландии Берти Ахерн также сказал, что договор узаконил независимость Ирландии в глазах остального мира.